# Ulrike Schiesser

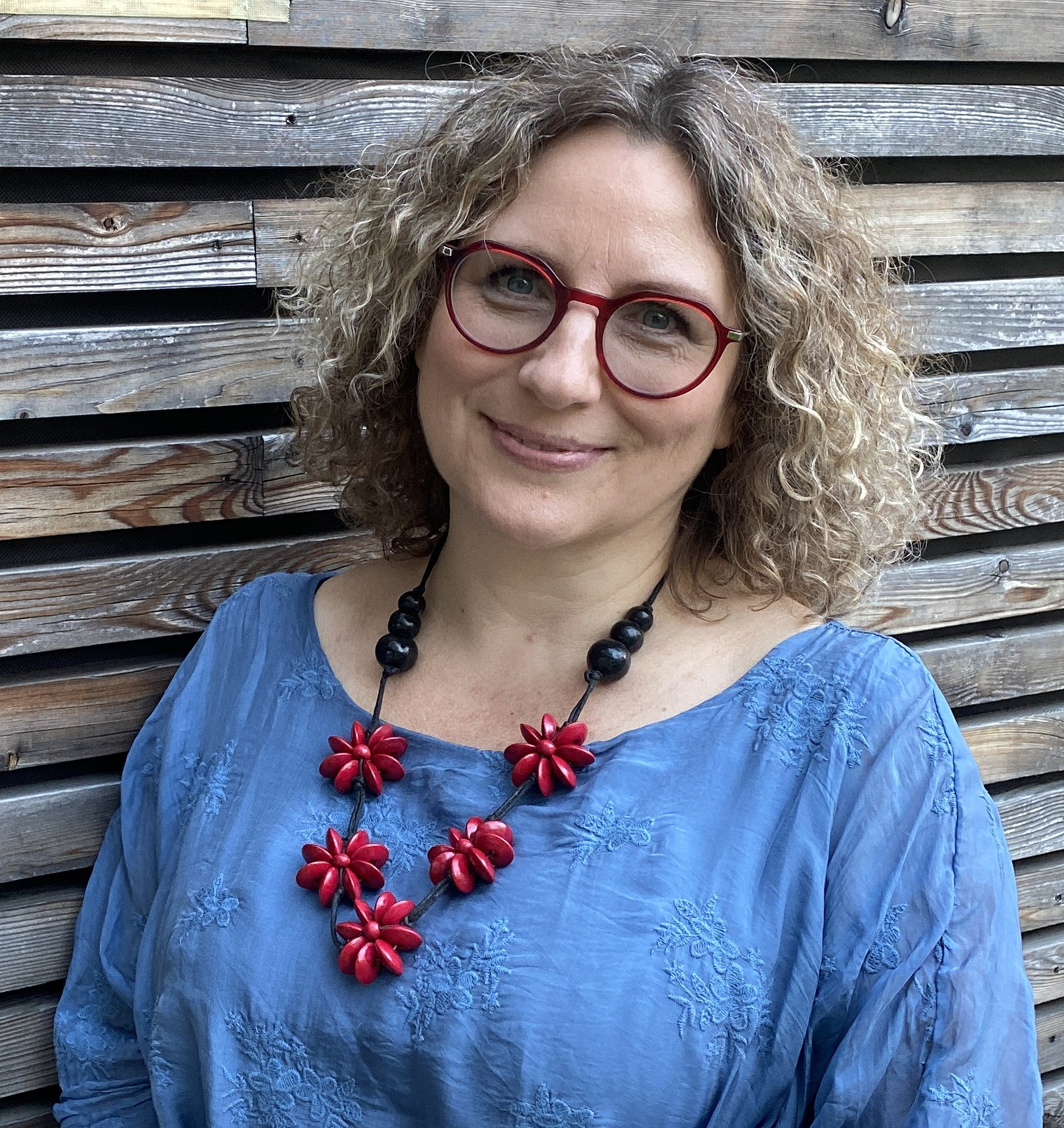
Ulrike Schiesser (2022)

Ulrike Schiesser (geboren am 18. April 1971 in Linz) ist eine österreichische Psychologin und Psychotherapeutin sowie Buch- und Medienautorin. Sie ist Expertin für Konflikte im Bereich Esoterik und Personenkulte sowie für autoritäre und vereinnahmende Gruppenstrukturen, bzw. Verschwörungstheorien.

## Werdegang
Ulrike Schiesser, aufgewachsen in Oberösterreich, lebt in Niederösterreich, hat zwei Söhne und arbeitet in Wien. Nach der Matura 1991 studierte sie Psychologie – mit Abschluss Magistra der Naturwissenschaften – an der Universität Wien mit den Schwerpunkten Kriminologie und Strafrecht, Wirtschafts- und Organisationspsychologie und Frauenforschung. 2011 schloss sie eine Ausbildung als Psychotherapeutin im Bereich Systemische Paar-, Familien- und Einzeltherapie ab.

## Tätigkeiten
Von 1996 bis 2010 war Ulrike Schiesser ehrenamtliche Mitarbeiterin der Telefonseelsorge Wien. Nach dem Studium arbeitete sie als Trainerin in der Erwachsenenbildung, im Coaching für Langzeitarbeitslose und Berufswiedereinsteiger nach der Elternkarenz. Gemeinsam mit ihrem Vater Alois Saurugg war sie von 2000 bis 2019 als Co-Trainerin in Seminaren zur Persönlichkeitsentwicklung tätig. Von 2008 bis 2018 war sie Mitarbeiterin der Familienberatungsstelle Courage, die sich speziell mit gleichgeschlechtlichen und Transgender-Lebensweisen befasst, und als Zielgruppe auf die LGBTIQ+-Community fokussiert.
Als Geschäftsführerin der Bundesstelle für Sektenfragen in Wien befasst sich Ulrike Schiesser mit Fragestellungen im Bereich Weltanschauungen und Spiritualität, insbesondere Missbrauch und Manipulation spiritueller Bedürfnisse, destruktive Gruppendynamiken und autoritäre Personenkulte. Neben der Beratung direkt Betroffener und deren Angehörigen, gehören Vorträge und Schulungen zu ihrem Aufgabenfeld. Als Ansprechperson der Bundesstelle für Sektenfragen für Medienanfragen absolvierte Schiesser Medienauftritte im Hörfunk und Fernsehen, Print- und sozialen Medien. 2021 erschien das gemeinsam mit Holm Gero Hümmler verfasste Buch „Fakt und Vorurteil“, das sich mit den Voraussetzungen von Umdenkprozessen befasst und praktische Hilfe für jene Diskussionen bietet, bei denen rationale Argumente nicht ausreichen.
Ulrike Schiesser arbeitet zusätzlich in Wien in freier Praxis als Psychotherapeutin und bietet Familienrekonstruktion nach Virginia Satir an.

## Auszeichnungen
- 2021 Radiopreis der Erwachsenenbildung für den Beitrag „Faszination des Bösen – Die Psychologin Ulrike Schiesser über Verschwörungstheorien und diffuse Ängste in unserer Gesellschaft“[5] in Gedanken (Ö1) von Claudia Gschweitl.

## Veröffentlichungen
- Fakt und Vorurteil – Kommunikation mit Esoterikern, Fanatikern und Verschwörungsgläubigen, in Co-Autorenschaft mit Holm Gero Hümmler, Springer Verlag, 2021, ISBN 978-3-662-63209-3